# 帕拉特迪
帕拉特迪（Paratdih），是印度贾坎德邦Giridih县的一个城镇。总人口6643（2001年）。

## 人口
该地2001年总人口6643人，其中男性3380人，女性3263人；0—6岁人口1442人，其中男731人，女711人；识字率42.18%，其中男性为52.01%，女性为32.00%。